# Sun Ma Sze Tsang
Tang Wing-Cheung (chino: 邓永祥; n. el 20 de junio de 1916 † 20 de abril de 1997), MBE, más conocido por su nombre artístico Sun Ma Sze Tsang (chino: 新 马 师 曾; literalmente "Nueva Ma Sze-Tsang"), fue un cantante de ópera cantonesa y actor de Hong Kong.

## Biografía
Nació en Shunde, Provincia de Guangdong, China, sus padres se divorciaron cuando tenía ocho años. Su padre, Tang Kei, era un cantante de ópera cantonés. Se trasladó a Hong Kong con su madre, Lo Lin, después de que ella se había divorciado de su padre. Su madre trabajaba como empleada doméstica, debido a lo cuál a menudo fue intimidado. Tang se fue de casa para aprender las técnicas de canto de la ópera cantonesa.

## Carrera
Tang dejó una buena impresión a la industria de la ópera cantonesa, por su impresionante rendimiento que se llegó a comparar con Ma Sze-Tsang, un famoso cantante de ópera cantonesa. Ma aceptó tomarlo como alumno y le dio su nombre artístico "Sun Ma Sze Tsang", que significa "Nueva Ma Sze-Tsang". Sun Ma Sze Tsang se hizo muy famoso por su técnica en el canto y su talento. Más adelante se convirtió en uno de los alumnos de Sit Kok-Sin, Kai Chiao-tien, entre otros famosos cantantes de ópera chinos de Shanghái. A partir de ese entonces, su carrera floreció y se convirtió en una gran estrella del cine, sin dejar de actuar en conciertos de óperas. Su debut en el cine fue a partir de 1936.
Los científicos querían saber y estudiar su esqueleto, para entender cómo las personas con un pequeño marco como él podía cantar en ultra altas notas. Sun Ma Sze Tsang se negó a someterse a pruebas médicas y cuando estaba vivo, su familia nunca lo aprobó.

## Su muerte
Sun Ma Sze Tsang sufrió de enfermedades en el corazón y de bronquitis. Hay un rumor, de que él era el único ciudadano de Hong Kong, que tenía una licencia especial para fumar opio desde el siglo XX. Sun Ma Sze Tsang, falleció en el Hospital Canossian el 21 de abril de 1997 a las 20:30 después de permanecer internado durante 109 días. Su funeral se celebró el 1 de mayo, tras el cuál su cuerpo fue enterrado en el Cementerio Permanente Tseung Kwan O en Tiu Keng Leng, Hong Kong. Después de su muerte, sus hijos, incluyendo Johnny Tang, se enfrentaron en una batalla legal con su madre biológica, Hong Kam-Mui, sobre los bienes de su padre.

## Homenaje
El 26 de marzo del 2003, la Junta Directiva del Grupo de Hospitales Tung Wah erigió un busto de bronce del cantante y actor en el vestíbulo del Hospital Kwong Wah de Hong Kong para conmemorarlo y permitir al público rendirle homenaje.